# Орешек (Лењинградска област)
Тврђава Орешек (рус. Крепость Оре́шек; швед. Nöteborg) представља историјско утврђење на маленом истоименом острву на реци Неви, на северозападу европског дела Руске Федерације. Тврђава се налази на самом излазу реке Неве из језера Ладоге, насупрот града Шлисељбурга, на подручју Кировског рејона Лењинградске области.
Утврђење је 1323. године основао новгородски књаз Јуриј Данилович. Утврђење су 1612. године заузели шведски освајачи и под влашћу шведске круне остало је све до 1702. године када је Петар Велики повратио руску власт над тим подручјем. Почетком XVIII века тврђава је служила као затвор за политичке затворенике.
Орешевска тврђава се од 1990. године налази се на лист светске баштине Унеска као део Историјског језгра Санкт Петербурга и околине (објекат № 540-005).

## Историја
Тврђаву Орешек (понекад позната и као Орехов) основао је 1323. године новгородски књаз Јуриј Данилович, укук Александра Невског. Исте године у утврђењу је потписан први мировни уговор (Ореховски мир) између Новгородске републике и Шведске, којим су одређене границе између две државе. У Новгородском летопису из тог периода стоји:
„У лето божије 6831. (1323. год. по ново календару) проходише Новгородсци с књазем Јуријем Даниловичем на челу ка Неви и подигоше град на ушћу Неве на Ореховском острву; дођоше ту и изасланици високи шведскога краља и мир вечни потписаше с књажем нашим и с Новим градом...“
Године 1333. утврђење и насеље око њега предано је на управу литванском књазу Наримунту, формирана је вазална Ореховска кнежевина на чије је постављен Наримунтов син Александар. Међутим како се Литванија 1338. сврстала на страну Швеђана у рату против Новгорода, утврђење поново постаје делом Новгородске Републике. У наредним годинама тврђава је често прелазила из руке у руке. Године 1352. дрвене зидине су замењене каменим бедемима, а подигнуте су и куле стражаре.
Након што је 1462. године Новгородска република постала делом Велике московске кнежевине нагло је порастао значај тврђаве Орешек као стратешког војног упоришта у северном делу кнежевине. Тврђава је била у потпуности ренвирана и додатно утврђена. Током руско-шведских ратова Орешек је често био на мети шведске војске. У септембру 1611. године Швеђани, предвођени Јакобом Делагардијем су окружили тврђаву и након деветомесечне опсаде у мају 1612. године успели и да је заузму. Шведску опсаду преживело је тек око 100 руских војника од укупно 1.300 колико их је ту било стационирано. Швеђани су тврђаву назвали Нотеборг. Тврђава је остала под шведском влашћу све до 1702. године, односно до 22. октобра исте године када је руска војска предвођена лично императором Петром Великим успела да поврати тврђаву Орешек (Велики северни рат).
Након оснивања Кронштата на обали Финског залива 1703. године значај Орешковске тврђаве као војног утврђења је значајно опао, а само утврђење је претворено у затвор за политичке противнике власти. Први познати затвореник у тврђави била је Марија Алексејевна (1718—1721), сестра Петра I, а 1725. године ту је била затворена и његова прва супруга Јевдокија Лопухина. У тврђави је био заточен, а потом 1764. године и убијен приликом покушаја бега император Иван VI Антонович. Године 1861. утврђење је претворено у затвор за војне дезертере. Затворске просторије су реновиране и проширене 1883. године, стара тамница је преуређена и формирано је десет једнокреветних ћелија за најтеже осуђенике, а саграђена је и нова затворска зграда на два спрата са 40 ћелија. Затворски комплекс додатно је проширен новим објектима за притворенике током 1907. и 1911. године, а број политичких затвореника у том периоду је нагло растао.

### Други светски рат
Током Другог светског рата тврђава је доживела велика разарања. Пуних 500 дана (од 1941. до 1943) припадници 1. дивизије НКВД-а и морнари 409. поморске батерије Балтичке флоте успешно су одолевали нападима немачких трупа са леве обале Неве из правца Шлисељбурга, не дозвољавајући непријатељима да пређу на десну обалу и тако прекину „Пут живота“ којим је допремана помоћ опседнутом Лењинграду. На територији тврђаве се налази масовна гробница у којој су сахрањена 24 совјетска војника страдала током рата у тврђави. У знак сећања на херојски отпор окупатору, браниоцима тврђаве је 9. маја 1985. године подигнут споменик.
Колики је био морал бранилаца тврђаве најбоље говори војничка заклетва коју су совјетски војници понављали сваки дан:
Ми браниоци Орешковске тврђаве, кунемо се да ћемо да бранимо ову земљу до последње капи крви.

Никада и ни под којим околностима се нећемо предати.

Бићемо овде до краја.

### Светска баштина Унеска
Орешковска тврђава је 1990. године уврштена на листу Унескове светске баштине као историјски комплекс од изузетног значаја. На Унесковој листи тврђава се води као део заштићеног комплекса Историјски центар Санкт Петербурга и околни споменици рус. Исторический центр Санкт-Петербурга и связанные с ним группы памятников.